# سلمونيلا معوية
السلمونيلا المعوية (باللاتينية: Salmonella enterica)، الاسم السابق «سلمونيلا كوليرا الخنازير» (باللاتينية: Salmonella choleraesuis) هي أحد أنواع البكتيريا التابع لجنس السلمونيلا ضمن شعبة المتقلبات. هي بكتيريا سلبية الغرام لها شكل عصيات مسوطة، لاهوائية اختيارية.

## الوبائيات
معظم حالات السالمونيلوز تنتج عن طريق الطعام المصاب بالسلمونيلا المعوية التي تصيب غالباً الماشية والدواجن وحيوانات أخرى مثل القطط المنزلية والهامستر كما ثبت أنها مصادر عدوى للبشر.
أظهرت التحقيقات في أكياس المكانس الكهربائية أن المساكن يمكن أن تكون مستودعات للبكتيريا وهو مرجح إذا كانت العائلة على اتصال مع مصدر العدوى (أحد الأفراد يعمل مع الماشية أو في عيادة بيطرية).
يمكن لبيض الدجاج وبيض الإوز الطازج أن يؤوي سلمونيلا معوية، بداية في بياض البيض، في درجة حرارة الغرفة يبدأ الغشاء المحي بالتكسر فتتمكن السلمونيلا المعوية من الانتشار في صفار البيض.
التبريد والتجميد لا يقتلان البكتيريا كافة ولكن يبطئان بشكل كبير أو يوقفان نموها. البسترة وتعريض الأغذية للإشعاع تستخدمان لقتل السلمونيلا في إنتاج المواد الغذائية التي تحتوي على البيض النيئ مثل الآيس كريم، والأغذية المصنوعة منزلياً مثل المايونيز والكعك يمكن أن تنتشر بها السالمونيلا إذا لم يتم طهيها بشكل صحيح قبل الاستهلاك.

## التحت أنواع
يضم هذا النوع ستة تحت أنواع هي:
- السلمونيلا المعوية المعوية(باللاتينية: Salmonella enterica enterica)
- السَّلْمونيلَةُ السَّلاَمِيَّة (باللاتينية: Salmonella enterica salamae or Salmonella salamae)
- سلمونيلا أريزونية (باللاتينية: Salmonella enterica arizonae)
- (باللاتينية: Salmonella enterica diarizonae)
- السَّلْمونيلَةُ الهُوتِنِيَّة (باللاتينية: Salmonella enterica houtenae or Salmonella houtenae)
- سلمونيلا هندية (باللاتينية: Salmonella enterica indica)